# Eusebio Font y Moreso
Eusebio Font y Moreso (f. 1900) fue un músico y escritor español.

## Biografía
Profesor, músico, autor dramático y novelista catalán, colaboró con publicaciones periódicas como La Crónica de Cataluña (1876), La Crónica Científica (1878) y La Niñez (1880), entre otras. En 1876 fue premiada su novela Cuatro millones por la Real Academia Española. Falleció el 25 de enero de 1900 en Barcelona.